# Galium breviramosum
Galium breviramosum är en måreväxtart som beskrevs av Franz Xaver Krendl. Galium breviramosum ingår i släktet måror, och familjen måreväxter. Inga underarter finns listade i Catalogue of Life.